# Renato Lombardo
Renato Lombardo (ur. 11 marca 1965 w Katanii) – włoski zapaśnik w stylu wolnym. Olimpijczyk z Barcelony 1992, ósmy w kategorii 90 kg. Zajął dziewiąte miejsce w mistrzostwach świata w 1990. Piąty w mistrzostwach Europy w 1991. Drugi na igrzyskach wojskowych w 1995. Brązowy medal na igrzyskach śródziemnomorskich w 1991 roku.